# Marionett

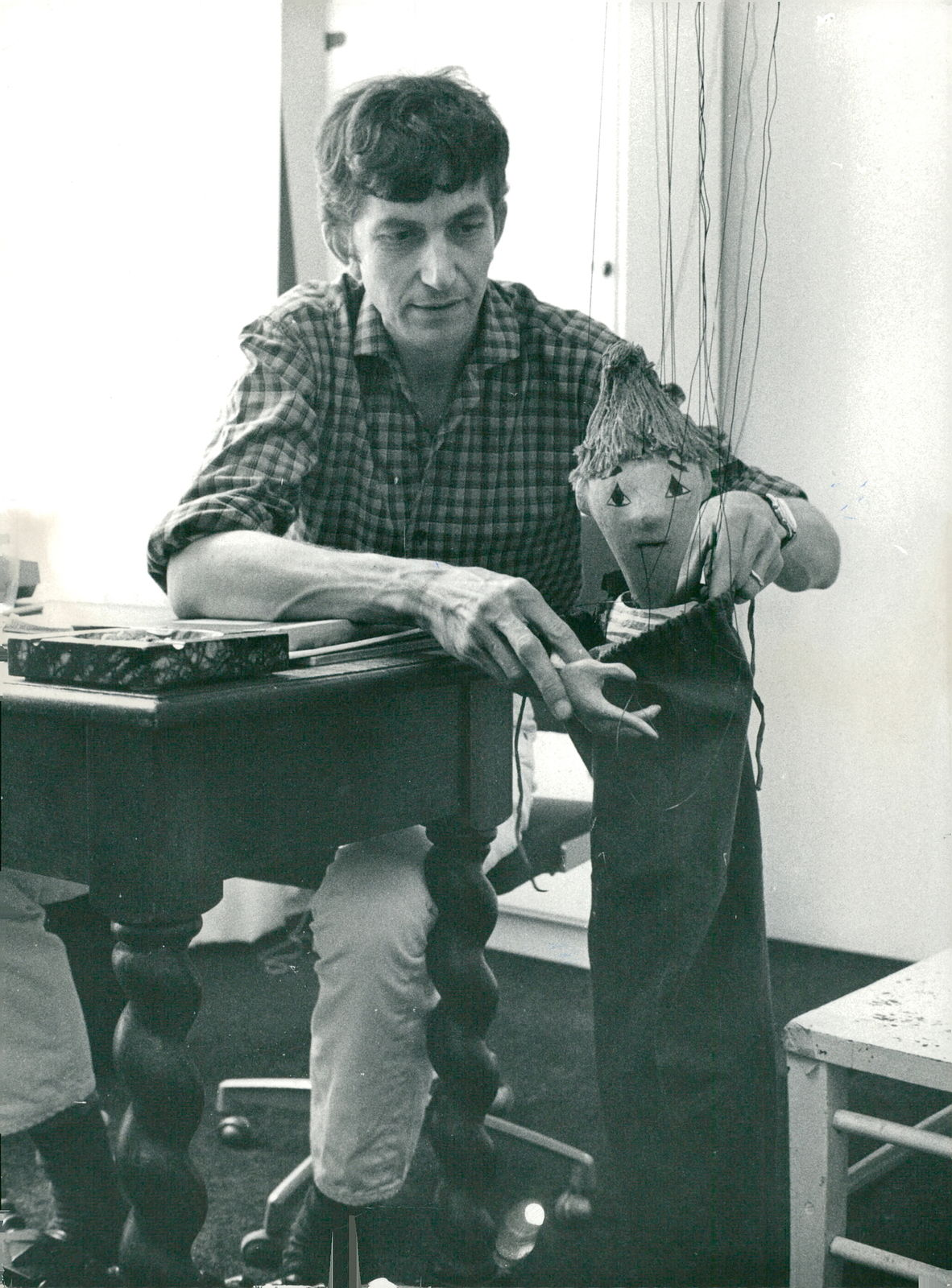
Michael Meschke räknas som en svensk och internationell auktoritet och nydanare inom marionetteaterkonsten.

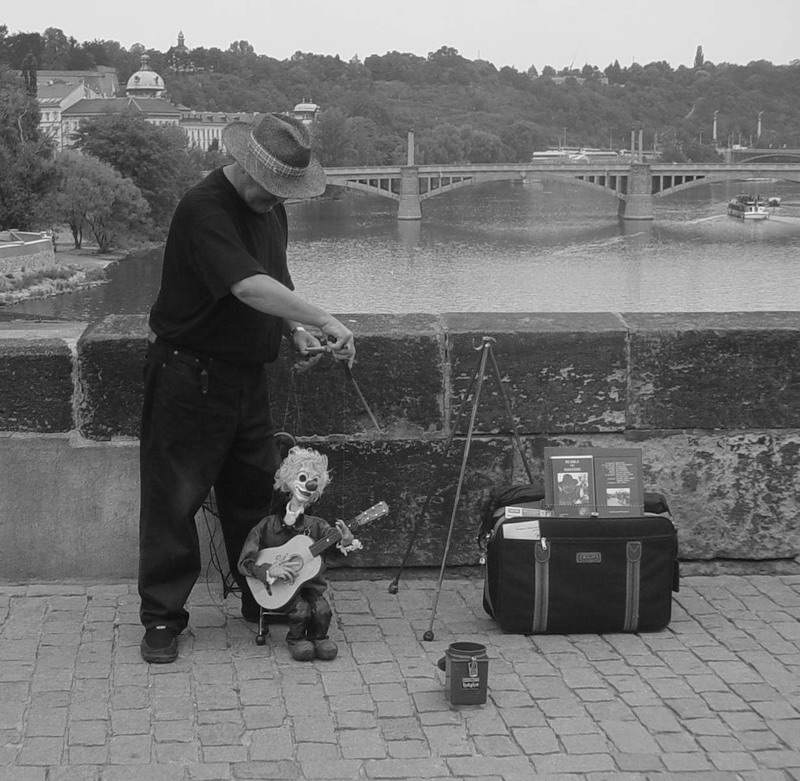
Marionett

En marionett är en ledad docka som med hjälp av trådar eller liknande styrs av en människa så att den ser ut att röra sig av egen vilja. Marionetter kan efterlikna djur eller människor och används i marionetteater, en form av dockteater.
Marionetter är ofta tillverkade av lindträ som är tillräckligt mjukt för att enkelt kunna bearbetas och tillräckligt hårt och hållbart. Trådarna är fästa i marionettens ledade delar och så fina att de på avstånd förefaller osynliga.
I motsats till vad som gäller för handdockor kan hela figuren framställas och röras, alltså även benen. Därigenom verkar figurerna och deras rörelser mycket naturtrogna. Marionettspelets konst är dock mycket svårare än handdockspelet, eftersom flera kroppsdelar måste sättas i rörelse samtidigt med flera trådar.

## Namn, andra betydelser
Ordet marionett kommer från franskans marionette med samma betydelse. Det är en diminutivform av Marion, en avledning av Marie (franskans namnform för Maria).
Marionett kan användas i överförd betydelse, i sammanhang där någon eller något styrs eller låter sig styras av andra (jämför nickedocka). En regering kallas marionettregering om den i själva verket styrs av en annan stat och bara existerar för syns skull.